# Rosport
Rosport é uma comuna do Luxemburgo, pertence ao distrito de Grevenmacher e ao cantão de Echternach.

## Demografia
Dados do censo de 15 de fevereiro de 2001:
- população total: 1.864
  - homens: 906
  - mulheres: 958

- densidade: 63,21 hab./km²

- distribuição por nacionalidade:

| Nacionalidade  | População | %      |
| -------------- | --------- | ------ |
| luxemburgueses | 1.457     | 78,17% |
| estrangeiros   | 407       | 21,83% |
| - portugueses  | 108       | 5,79%  |
| - franceses    | 41        | 2,20%  |
| - italianos    | 4         | 0,21%  |
| - belgas       | 44        | 2,36%  |
| - alemães      | 100       | 5,36%  |
| - iuguslavos   | 22        | 1,18%  |
| - outros       | 88        | 4,72%  |

- Crescimento populacional:

| Ano        | População |
| ---------- | --------- |
| 15/02/2001 | 1.864     |
| 01/01/2002 | 1.885     |
| 01/01/2003 | 1.817     |
| 01/01/2004 | 1.850     |
| 01/01/2005 | 1.876     |